# Juanjo Camacho
Pour les articles homonymes, voir Camacho.
Juan José Camacho Barnola, né le 2 août 1980 à Valence (Espagne), est un footballeur espagnol évoluant au poste de milieu offensif.
Camacho est le joueur le plus capé ainsi que le meilleur buteur de la SD Huesca.

## Biographie
Camacho est formé au Real Saragosse. Il fait ses débuts professionnels pour le Deportivo Aragón, équipe B de Saragosse, le 6 septembre 1998 contre l'Athletic Bilbao B. Pendant deux saisons, le jeune milieu fait ses armes dans la réserve du club avant d'être prêté au Recreativo de Huelva et au Real Madrid Castilla.
En 2004, Camacho quitte l'Espagne et rejoint le Livingston FC, club écossais où il découvre la Coupe UEFA. Après une saison correcte, il revient dans son club formateur mais reste cantonné à un rôle de remplaçant. Il est une nouvelle fois prêté en 2006 à l'UE Lleida.
En 2006, Camacho s'engage en faveur de la SD Huesca. Il y passe une saison qui lui permet d'exprimer son talent, marquant dix buts en trente-sept matchs. L'année suivante, il rejoint l'UD Vecindario et ne reste qu'une saison. Camacho revient à Huesca.
Son retour au club est un réussite individuelle pour le milieu offensif. Auparavant souvent prêté ou remplaçant, il s'épanouit à Huesca et ses statistiques s'en ressentent. De 2008 à 2018, il joue près de 300 matchs en deuxième division avec ce club. Il réalise sa meilleure performance lors de la saison 2010-2011, où il inscrit 13 buts en championnat. À l'issue de la saison 2017-2018, il obtient la montée en première division en terminant vice-champion de D2. 

### Vie privée
Il est le frère aîné du footballeur Ignacio Camacho.

## Palmarès
- Vice-champion d'Espagne de D2 en 2018 avec la SD Huesca